# CloudApp
CloudApp és una empresa estatunidenca amb seu a San Francisco, Califòrnia. Està especialitzada en oferir aplicacions de captura de pantalla i vídeo basades en núvol (cloud). És una aplicació que s'utilitza molt juntament amb altres serveis digitals basats al núvol com són Box, Dropbox, Evernote, OneDrive, Samepage, Yext, i SugarSync.

## Història
Tyler Koblasa i Scott Smith van crear CloudApp l'any 2016 i van establir la seva seu central a San Francisco, Califòrnia., CloudApp s'ha anat expandint a nivell mundial, proporcionant serveis digitals arreu del món.
A partir del 2017 l'aplicació ja tenia 65000 usuaris al mes. Els números han anat augmentant contínuament des d'aleshores.

## Prestacions
CloudApp és una aplicació freemium que permet compartir arxius al núvol i és també una eina de gravació de pantalla. Amb CloudApp, la gravadora de pantalla i la càmera web es poden utilitzar alhora. Els fitxers es poden copiar i enganxar a Slack. CloudApp també permet anotar i comentar les imatges. És compatible amb Mac OS, iOS, Windows, Chrome, Linux, i amb dispositius mòbils. Les seves funcions inclouen gravació de pantalla, captura de pantalla, una eina de retallades i creació de GIF. També permet la personalització de correus electrònics.
CloudApp s'integra amb plataformes i serveis externs, sobretot amb Google Docs, Slack, GitHub, Wordpress, i Zendesk, a més de moltes altres plataformes.

## Finançament
CloudApp va rebre fons entre 2016 i 2017, i està finançat per 15 inversors. Cervin Ventures i Adobe Fund for Design són els darrers en finançar CloudApp.

## Recepció
Des de 2019, 3 milions de persones han provat o utilitzen activament CloudApp. Més de 1.000 empreses utilitzen CloudApp, de les quals un 53% són empreses de Fortuna 500 (Fortune 500). CloudApp és un dels 500 productes principals de software de col·laboració.